# Neil Cunningham
Neil Cunningham (ur. 12 czerwca 1962 w Auckland, zm. 24 maja 2016) – nowozelandzki kierowca wyścigowy, kaskader.

## Życiorys
W wieku dwunastu lat wraz z rodziną przeniósł się do Australii. Karierę rozpoczął w 1979 roku od startów Holdenem Torana, następnie używał Holdena Commodore. Następnie startował w mistrzostwach Australijskiej Formuły Ford i ATCC. W 1983 roku Jack Brabham wcielił go do programu Driver to Europe, a rok później Cunningham zajął piąte miejsce w Europejskiej Formule Ford 2000. Osiągnięcie to powtórzył w sezonie 1991. W 1992 roku był wicemistrzem Brytyjskiej Formuły Ford 1600, prowadził również w Festiwalu Formuły Ford, którego jednak nie ukończył. W sezonie 1993 zajął czwarte miejsce w Brytyjskiej Formule Renault, a rok później wygrał Indyjską Formułę Ford 1600. Następnie zarzucił starty w samochodach jednomiejscowych na rzecz serii Eurocar V6, którą wygrał w 1996 roku. Na początku XXI wieku zintensyfikował program startów samochodami GT. Dwukrotnie uczestniczył w wyścigu 24h Le Mans, a w 2005 roku wygrał mistrzostwa British GT Championship w klasie GT2.
Był kaskaderem w filmie 007 Quantum of Solace, a także w programie „Top Gear” jako Stig. W 2010 roku wykryto u niego chorobę neuronu ruchowego (MND), w wyniku której w 2011 roku zakończył karierę sportową. Zmarł na MND w 2016 roku.

## Życie prywatne
Był dwukrotnie żonaty. Z pierwszego małżeństwa z Karen miał córkę Jaime, a z drugiego z Rachel – synów Bo i Teddy'ego.